# Ibotyporanga diroa
Ibotyporanga diroa là một loài nhện trong họ Pholcidae. Loài này được phát hiện ở Brasil.